# ボルタ電池座
ボルタ電池座（ボルタでんちざ、英語: Battery of Volta）は、イギリスの科学者トマス・ヤングが考案した、現在は使われていない星座の1つ。イタリア北部のコモ出身の自然哲学者アレッサンドロ・ボルタが1800年に発明したボルタ電池を記念して考案された。
1807年に、ヤングが著した A Course of Lectures on Natural Philosophy and the Mechanical Arts の第1巻で天球図に描いた。現在のいるか座、こぎつね座、こうま座、ペガスス座の境界付近に置かれ、ペガスス座1番星をα星、ペガスス座9番星をβ星とした。その後、ヤングの案に追随する者はおらず、すぐに忘れられた星座となった。